# Dixie D'Amelio
Dixie Jane D'Amelio (Norwalk, Connecticut; 12 d'agost de 2001) és una celebritat d'internet i cantant estatunidenca, que obté un reconeixement internacional pels seus vídeos publicats a la xarxa social TikTok. A mitjans de 2020, va llançar el seu primer senzill «Be Happy» i va començar a comercialitzar la seva línia de maquillatges amb la seva germana Charli D'Amelio i la marca Morphe.

## Carrera
La carrera de Dixie va començar després que la seva germana, Charli D'Amelio guanyés popularitat en TikTok. Dixie també va començar a publicar a TikTok, i ha acumulat més de 50 milions de seguidors, també té més de 18.200.000 de seguidors a Instagram i més de 2.6 milions de seguidors a Twitter. Ella ocupa el lloc número 9 de les persones més seguides en TikTok. El desembre de 2019 es va unir amb la seva germana, Charli D'Amelio al grup col·laboratiu de Tiktok "The Hype House", juntament amb altres celebritats de la plataforma com Avani i Addison Rae.
El gener de 2020, D'Amelio va signar amb United Talent Agency. El maig de 2020, ella i la seva germana van anunciar un nou acord de podcast amb Ramble Podcast Network, que oferirà una visió darrere d'escena de les seves vides i temes específics i més tard va aparèixer en la sèrie web Brat Attaway General.
El 26 de juny de 2020, D'Amelio va llançar el seu primer senzill, «Be Happy». En la seva primera setmana, la cançó va acumular més d'1.4 milions transmissions a Spotify. Eventualment, la cançó seria la seva primera entrada a les llistes de Billboard, debutant en el número 1 del Bubbling Under Hot 100.
Posteriorment s'associa amb la marca nord-americana morphe, per llançar amb la seva germana la línia de maquillatges Morphe 2. També, amb la seva germana tenen la seva pròpia col·laboració d'esmalt d'ungles, amb la companyia Orosa Beauty. A més van fer amb la seva germana Charli una col·laboració amb Hollister, on van treure el seu propi 'Hoodie'. Una altra gran oportunitat que va tenir amb la seva germana va ser col·laborar amb Selena Gomez i David Henrie per a la seva nova pel·lícula 'This Is The Year'.

## Discografia
| Any  | Senzill    | Posicions en llistes | Posicions en llistes | Posicions en llistes | Posicions en llistes | Posicions en llistes | Àlbum       |
| Any  | Senzill    | CAN                  | ESC                  | EUABub.              | NZHot                | RU                   | Àlbum       |
| ---- | ---------- | -------------------- | -------------------- | -------------------- | -------------------- | -------------------- | ----------- |
| 2020 | «Be Happy» | 94                   | 59                   | 1                    | 8                    | 55                   | Sense àlbum |